# Eulenbruch (Windeck)
Eulenbruch ist ein Ortsteil der Gemeinde Windeck im Rhein-Sieg-Kreis.

## Lage
Eulenbruch liegt auf den Hängen des Bergischen Landes im Siegtal. Nachbarorte sind Hurst im Nordosten, Eich im Süden und Rosbach im Nordwesten. Der Ort wird von der Bundesstraße 256 durchzogen.

## Geschichte
Erste Kirchenbucheintragungen für Eulenbruch gibt es ab 1645. Das Dorf gehörte zum Kirchspiel Rosbach und zeitweise zur Bürgermeisterei Dattenfeld.
1830 hatte Eulenbruch 53 Bewohner.
1845 hatte der Weiler 68 Einwohner in 14 Häusern. Dies waren sechs Katholiken, 58 Lutheraner und vier Juden. 1863 waren es 97 Personen. 1888 gab es 74 Bewohner in 19 Häusern.
1962 wohnten hier 109 und 1976 122 Personen.